# Allison Mack
Allison Christin Mack (Preetz, Schleswig-Holstein, 29 de julio de 1982) es una actriz estadounidense, conocida por su papel de Chloe Sullivan en la serie Smallville.
Fue detenida el 20 de abril de 2019 por su implicación con la organización NXIVM, acusada de tráfico sexual y por obligar a mujeres a realizar trabajos forzados.

## Biografía
A pesar de haber nacido en Alemania, a los dos años de edad se trasladó con su familia al sur de California, Estados Unidos. Es hija de Jonathan y Mindy Mack. Su padre fue un cantante de ópera. Ella tiene un hermano mayor llamado Robyn y una hermana menor llamada Shannon. Allison vive actualmente en Nueva York, Estados Unidos, después de vivir por mucho tiempo en Vancouver, Canadá, donde fue filmada la exitosa serie Smallville.
La actriz Allison Mack fue sentenciada a tres años de prisión por reclutar mujeres en la secta sexual NXIVM. Se declaró culpable en 2019 por su participación en la organización fundada por Keith Raniere, que fue condenado a 120 años de cárcel por tráfico sexual (30 de junio de 2021).

## Carrera
Comenzó su carrera a los cuatro años participando en anuncios para televisión. Su primera actuación fue para un comercial de “German Chocolate”. Con siete años se matriculó en el Young Actors Space de Los Ángeles y poco después comenzó a trabajar en representaciones teatrales. Tras esto, participó en varias series y películas para televisión, aunque el papel que le dio más fama ha sido interpretando a Chloe Sullivan, la mejor amiga de Clark Kent en Smallville, la serie de televisión sobre el joven Superman que duró diez temporadas. Mack tenía 18 años cuando se ganó el papel y para entonces llevaba más de una década actuando, con papeles en decenas de películas hechas para televisión y de programas. También tuvo su propia serie derivada, llamada Las Crónicas de Chloe, donde aparecen personajes como Flecha Verde (Justin Hartley).
En 2012, interpretó el papel de Amanda en la segunda temporada de la serie Wilfred, junto con Elijah Wood.

## Arresto y condena
En 2018 Allison Mack estaba bajo arresto domiciliario viviendo con sus padres luego de haber salido bajo fianza (de 5 millones). En abril de 2019 fue detenida por el FBI en Nueva York por su participación en la secta NXIVM, que dirigía Keith Raniere. Dicha secta marcaba a sus esclavas sexuales como ganado con las iniciales de Mack y Raniere. En junio de 2021 fue condenada a tres años de prisión, de los cuales cumplió dos al salir libre el 5 de julio de 2023, por testificar en el juicio contra el líder de Keith Raniere y proporcionar información sobre NXIVM. Desde Smallville, no ha vuelto a aparecer en la pantalla grande ni chica.

## Filmografía

### Cine y televisión
| Año           | Título                                        | Papel                  | Notas            |
| ------------- | --------------------------------------------- | ---------------------- | ---------------- |
| 1989          | I Know My First Name is Steven                | Nettie                 | Serie de TV      |
| 1989          | Police Academy 6: City Under Siege            | Joven                  | Película         |
| 1990          | Empty Nest                                    | Gloria                 | Serie de TV      |
| 1990          | Shangri-La Plaza                              | Jenny                  | Serie de TV      |
| 1991          | Switched at Birth                             | Normia Twigg, Age 6    | Serie de TV      |
| 1991          | The Perfect Bride                             | Little Stephanie       | Serie de TV      |
| 1991          | Living a Lie                                  | Stella                 | Serie de TV      |
| 1992          | A Private Matter                              | Terri Finkbine         | Serie de TV      |
| 1992          | A Message from Holly                          | Ida                    | Serie de TV      |
| 1993          | Night Eyes Three                              | Natalie                | Película         |
| 1993          | Evening Shade                                 | Julia                  | Serie de TV      |
| 1993          | A Mother's Revenge                            | Wendy Sanders          | Serie de TV      |
| 1994          | No Dessert, Dad, Till You Mow the Lawn        | Monica Cochran         | Película         |
| 1994          | Camp Nowhere                                  | Heather                | Película         |
| 1995          | Dad, the Angel & Me                           | Andrea                 | Serie de TV      |
| 1996          | Stolen Memories: Secrets from the Rose Garden | Katie                  | Serie de TV      |
| 1996          | The Care and Handling of Roses                | Bess Townsend          | Serie de TV      |
| 1996          | Ángel para todo                               | Sarah Bartilson        | Serie de TV      |
| 1997          | Honey, We Shrunk Ourselves                    | Jenny Szalinski        | Película         |
| 1997          | Hiller and Diller                             | Brooke                 | Serie de TV      |
| 1998          | 7th Heaven                                    | Nicole Jacob           | Serie de TV      |
| 1999          | Providence                                    | Alicia                 | Serie de TV      |
| 2000          | Opposite Sex                                  | Kate Jacobs            | Serie de TV      |
| 2001          | Kate Brasher                                  | Kate "Acid Burn" Libby | Serie de TV      |
| 2001          | My Horrible Year!                             | Nicola 'Nik' Faulkner  | Serie de TV      |
| 2001-2011     | Smallville                                    | Chloe Sullivan         | Serie de TV      |
| 2002          | The Nightmare Room                            | Charlotte Scott        | Serie de TV      |
| 2006          |                                               |                        |                  |
| The Ant Bully | Tiffany Nickle (voz)                          | Película animada       |                  |
| The Batman    | Clea (voz)                                    | Serie animada          |                  |
| 2008          | Alice & Huck                                  | Alice                  | Cortometraje     |
| 2009          | Superman/Batman Public                        | Power Girl (voz)       | Película animada |
| 2010          | Las Crónicas de Chloe: Watchtower             | Chloe Sullivan         | Serie en línea   |
| 2010          | Smallville: Absolute Justice                  | Chloe Sullivan         | Película de TV   |
| 2011          | Marilyn: A Love Story                         | Marilyn                | Película         |
| 2012          | Wilfred                                       | Amanda                 | Serie de TV      |